# Simon Handle
Simon Handle (* 25. Januar 1993 in Trostberg) ist ein deutscher Fußballspieler. Er spielt seit 2017 für Viktoria Köln.

## Karriere
In seiner Jugend spielte Handle für Wacker Burghausen und den FC Red Bull Salzburg. 2012 wechselte er zum SV Grödig, für den er zunächst in der Ersten Liga und später in der österreichischen Bundesliga tätig war.
Zur Saison 2015/16 wechselte Handle ablösefrei zum FC Erzgebirge Aue. Er erzielte in seiner ersten Saison im Erzgebirge ein Ligaspieltor gegen die SG Sonnenhof Großaspach. Nachdem er nach dem Aufstieg von Aue in die 2. Bundesliga während der Saison 2016/17 kaum mehr zum Zug kam, wurde in der Winterpause bis Saisonende an den Südwest-Regionalligisten SV Elversberg verliehen, der in dem Jahr Regionalligameister wurde. Für die Saison 2017/18 wurde er an den West-Regionalligisten Viktoria Köln verliehen. Nach der Saison wurde Handles Vertrag in Aue aufgelöst, woraufhin er in Köln fest verpflichtet wurde. Mit Viktoria Köln wurde Handle 2018/19 Meister der Regionalliga und stieg in die 3. Liga auf.

## Erfolge
FC Erzgebirge Aue
- Aufstieg in die 2. Bundesliga: 2016
- Sachsenpokal-Sieger: 2016

SV Elversberg
- Meister der Regionalliga Südwest: 2016/17

Viktoria Köln
- Meister der Regionalliga West und Aufstieg in die 3. Liga: 2018/19
- Mittelrheinpokal-Sieger: 2018, 2021, 2022, 2023, 2025

## Privat
Sein Bruder Alexander (* 1997) ist ebenfalls Fußballer und spielte in der Jugend für den FC Bayern München.